# Zwarte spoorkoekoek
De zwarte spoorkoekoek (Centropus grillii) is een vogel uit de familie Cuculidae (koekoeken). De vogel is genoemd naar de Zweedse zoöloog Johan Wilhelm Grill.

## Kenmerken
Het mannetje is 30 cm lang en weegt gemiddeld 100 g, het vrouwtje is groter: 34 cm lang en weegt gemiddeld 151 g. De volwassen vogel is overwegend zwart, met roodbruine vleugels. De staart is glanzend zwart en de iris is donkerbruin. De snavel en de poten zijn zwart. Onvolwassen en volwassen vogels buiten de broedtijd zijn taankleurig bruin en gestreept, van boven donkerder dan op buik en borst.

## Verspreiding en leefgebied
Deze soort komt wijdverspreid voor in Afrika bezuiden de Sahara. Het leefgebied bestaat uit zoetwatermoerassen, velden met hoog gras en riet in overstromingsvlakten langs rivieren. De vogel komt niet voor in riviermondingen met getijden.

## Status
De grootte van de wereldpopulatie is niet gekwantificeerd. De vogel komt alleen zeer plaatselijk voor en is in het algemeen schaars. Men veronderstelt dat de soort in aantal stabiel is. Om deze redenen staat de zwarte spoorkoekoek als niet bedreigd op de Rode Lijst van de IUCN.